# Gijsbert Lekkerkerker
Gijsbert Lekkerkerker (Woerden, 13 februari 1947 – Harmelen, 23 oktober 2022) was een Nederlandse organist.

## Opleiding
Lekkerkerker volgde vanaf zijn zevende jaar orgellessen, aanvankelijk bij Gerard Wortman, later bij Cor Kee te Amsterdam en bij Haite van der Schaaf. De vakopleiding volgde Gijsbert Lekkerkerker aan het Utrechts Conservatorium. Hij behaalde einddiploma's solo-orgelspel en protestantse kerkmuziek. Hij zette zijn studie voort in Wenen bij onder anderen Anton Heiller en Isolde Ahlgrimm en behaalde daar concertvakdiploma's orgel en klavecimbel. Aan de Schola Cantorum de Paris volgde hij studies Franse orgelliteratuur bij André Isoir en improvisatie bij Jean Langlais.

## Loopbaan
Lekkerkerker werd op 17-jarige leeftijd benoemd tot organist van de Maranathakerk in Woerden. Daarnaast gaf hij jaarlijks ca. 35 orgelconcerten in Europa, de Verenigde Staten, Canada en Israël. Hij werd in 2003 in Parijs onderscheiden met de zilveren medaille door de Franse "Société académique Arts Sciences Lettres" vanwege zijn interpretaties van orgelwerken van César Franck, Alexandre Guilmant en Charles-Marie Widor. In 2014 kreeg hij deze medaille voor de tweede keer, nu in zilver met goud. 
Gijsbert Lekkerkerker was organist in de Grote of Dionysiuskerk te Harmelen op het door Bätz-Witte gebouwde kerkorgel. Hij was docent orgel en improvisatie aan de Stedelijke Muziekschool te Den Haag van 1978 tot 2002. Naast orgel- en improvisatielessen in de hervormde kerken te Harmelen, Veen en Puttershoek gaf hij improvisatiecursussen op historische kerkorgels in Cappel, Hamburg, Freiberg, Dresden, Marmoutier, Straatsburg, Turku, Oslo, Den Haag, Zaltbommel en Kampen.

## Composities
- Fantasie Grote God, wij loven U
- Psalm 65
- Trio en koraal Gebed des Heeren[2]
- Psalm 140 - 13 variaties
- Fantasia en koraal Psalm 68 vers 10